# Engelbert Humperdinck (cantant)
Engelbert Humperdinck, nom artístic d'Arnold George Dorsey, és un cantant crooner i actor britànic nascut a Chennai, Índia, el 2 de maig de 1936. Humperdinck és considerat un dels millors intèrprets de balades. Els seus senzills "Release Me" i "The Last Waltz" encapçalaren les llistes d'èxits musicals del Regne Unit el 1967, i van vendre més d'un milions de còpies cadascun. A Amèrica del Nord, també va obtenir èxits a les llistes amb "After the Lovin'" (1976) o "This Moment in Time" (1979).

## Biografia
Va néixer a l'Índia quan encara aquest país pertanyia a l'Imperi Britànic. El seu pare era enginyer de l'exèrcit britànic i la seva mare era cantant d'òpera i li va ensenyar a tocar el violí. És el menor de deu germans. Es va mudar a Anglaterra a l'edat de 10 anys a la ciutat de Leicester, ciutat amb la qual encara manté forts vincles.
La seva primera actuació en un escenari fou als 17 anys, amb el nom de Gerry Dorsey. Va començar a fer-se conegut amb aquest nom al Regne Unit, però la seva carrera es va veure interrompuda en dues ocasions: la primera perquè va haver de complir el servei militar, i més tard quan va emmalaltir de tuberculosi.
El 1965, Dorsey es va unir amb Gordon Mills, el seu antic company d'habitació a la zona de Bayswater de Londres, que s'havia convertit en empresari i mànager de Tom Jones. Mills, conscient que Dorsey havia estat lluitant durant diversos anys per tenir èxit a la indústria musical, va suggerir un canvi de nom per un de més punyent, Engelbert Humperdinck, manllevat del compositor alemany del segle xix d'òperes com Hansel i Gretel. Humperdinck va començar la seva carrera a Bèlgica (Knokke-Cup) el 1966. El seu senzill "Release me" (abril de 1967) aconsegueix un gran èxit i ven un milió de còpies a Gran Bretanya, gràcies a la seva actuació en un programa de televisió. Després d'aquest hit aconsegueix col·locar altres en les llistes de més venuts, la qual cosa augmenta la seva fama.
La seva poderosa veu, el seu estil únic i particular fan d'Engelbert una de les veus distintives més privilegiades, i el col·loca entre els cantants masculins del prototip crooner (Frank Sinatra, Dean Martin, Bing Crosby, Tony Bennett, Paul Anka, Tom Jones…).
Ha venut més de 150 milions de discos venuts arreu del món, ha guanyat 64 discos d'or i 24 de platí, i té un estrella al Passeig de la Fama de Hollywood i 4 nominacions al Grammy. Ha fet incursions en balades, música electrònica, gospel, country i latin music. Ha cantat en anglès, alemany, castellà i italià. Ha actuat en sèries de televisió com Hotel, VIP, Chicago Hope, Fantasy Island, The Love Boat, etc. Ha participat en bandes sonores de pel·lícules com Beavis And Butt Head Do América, Gagnter N°1, Romance & Cigarretes, The Last Yellow, You're Dead, Fly Me To The Moon... Curiosament va participar doblant la veu d'un personatge animat en la pel·lícula australiana Tales From a Little Princes: Friends Are Forever, on va doblar el bruixot Marlon sense cantar cap cançó. En una altra pel·lícula animada Fly me to the Moon, film en 3D fet a Bèlgica interpreta el tema inicial del mateix nom sense fer cap veu en off.

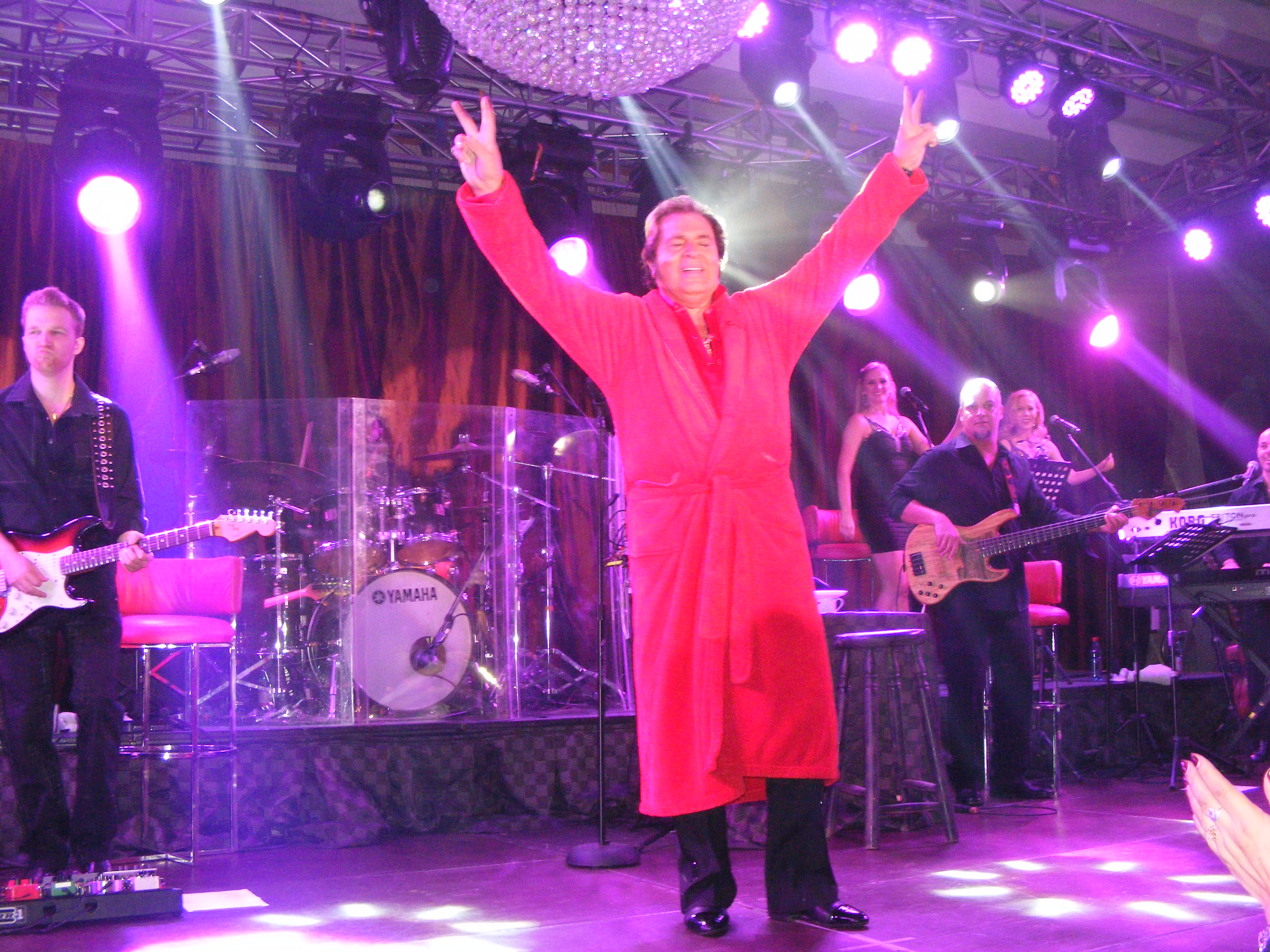
Concert Casino Monticello; Rancagua, Xile, juliol 2015.

El 2012 va ser elegit internament per la BBC per representar el Regne Unit al Festival de la Cançó d'Eurovisió 2012, celebrat a Bakú. Amb 76 anys es va convertir en el solista de més edat de la història a participar a Eurovisió. Va interpretar el tema "Love will set you free". Va quedar en el lloc 25è (penúltima posició), tot i ser considerat un dels favorits a les travesses.
Dos anys després, va aparèixer l'àlbum d'estudi Engelbert Calling, que només conté duets, entre d'altres amb Elton John, Cliff Richard o Olivia Newton-John.
El novembre de 2017 va publicar el seu nou àlbum d'estudi The Man I Want to Be, que va crear com a homenatge a la seva dona, malalta d'Alzheimer des del 2007, amb qui té quatre fills.

## Discografia
- 1959: Crazy Bells (Gerry Dorsey, 45 Decca 11108).
- 1960: Broadway Melody (Gerry Dorsey, 45 Columbia SCX3292).
- 1961: I'll Never Fall In Love Again (45 Gerry Dorsey, Parlophone).
- 1961: Big Wheel (45 Gerry Dorsey, Parlophone 45r4739).
- 1964: Baby I do (45 Gerry Dorsey, P&E 7n15622).
- 1965: Baby Turn Around (45 Gerry Dorsey, Hickory 1337).
- 1966: Love Me Sincerely (Santa Lucia, side B)(45 Gerry Dorsey, Parlophone EMI Epoc4007B).
- 1966: Stay (ya como Humperdinck, 45 Decca 12541).
- 1966: Release Me (LP Decca, Parrot 71012).
- 1967: Take My Heart (45 Decca, 3993-4).
- 1967: You Love (45 Parrot 40019).
- 1968: The Last Waltz (LP Parrot 71015).
- 1968: A Man Without Love (LP Parrot 71022).
- 1968: Dimenticarti Non Potrei (45 Decca f-22719).
- 1969: Engelbert Humperdinck (LP Parrot 71030).
- 1969: Engelbert (LP Parrot 71026).
- 1970: Our Song (45 ecca sto 308).
- 1970: We Made It Happen (LP Parrot 71038).
- 1971: Sweetheart (LP Parrot 71039).
- 1971: You're The Window Of My World (single Parrot 400065).
- 1971: Stranger Step Into My World (single Decca F13122).
- 1971: Another Time, Another Place (LP Parrot 71048).
- 1972: A Hundred Times a Day (single Parrot 45-40069).
- 1972: How Does It Fell single Parrot 45.40071).
- 1972: Live At The Riviera Las Vegas (LP Parrot 71060).
- 1972: In Time (LP Parrot 71061).
- 1972: Engelbert Live In Japan (LP MAM).
- 1972: Engelbert & The Young Generation (TV shoe RCA Germany).
- 1973: Lady Of The Night (45 Parrot 40078).
- 1973: Love, Oh Precius Love (45 Parrot 4007).
- 1973: King Of Hearts (LP Parrot 71065).
- 1974: Mi Friend The Wind (45 Parrot 40077).
- 1974: Wand'rin Star (LP EMI 5c062).
- 1974: My Love (LP Parrot 710067).
- 1975: Precius Love (45Parrot 40082).
- 1976: After The Lovin´ (LP Epic 34381).
- 1977: Miracles (LP Epic 8-50365).
- 1977: Christmas Tyme (LP Epic pe35031).
- 1977: I Have Paid The Toll (Single Epic 8-50526).
- 1978: The Last Of The Romantics (LP Epic je25020).
- 1978: Those Where Days (LP Love letters, London 709).
- 1978: And The Days Begins (Single Epic 50632).
- 1979: This Moment In Time (LP Epic je35791).
- 1979: Engelbert Live MGM Las Vegas (VHS NBC).
- 1979: Engelbert Live form her Majestic's (VHS BBC).
- 1980: Love´s Only Love (LP Epic je36431).
- 1980: A Merry Christmas With Engelbert Humperdinck (CD EPC 84625).
- 1980: Live In Concert / All of me (CD Epic e2x36782).
- 1980: Engelbert Talks To You (45 promo, Epic ae7-1205).
- 1981: Royal Affair (45Epic 19-02060).
- 1981: Don't You Love Me Anymore? (CD Epic pe38128).
- 1982: Live In Las Vegas Hilton (Laser Disc lvpl048).
- 1983: You And Your lover (CD Epic fe38087).
- 1984: The Other Women, The Other Man (45 Firts String s7-51184).
- 1984: Between Two Fires (45 Warwick sw-7001).
- 1985: A Lovely Way To Spend An Evening (LP Silver Eagle se1034).
- 1985: Follow My Heartbeat Instrumental (Maxi CD Ariola 107581100).
- 1986: Träumen Mit Engelbert (CD White 259507).
- 1987: Remember I Love You (CD White 259506).
- 1987: Twelve Point Buck/Little Baby Buntin' (CD Killdozer Touch&Go tg48).
- 1988: Love Is The Reason (CD Critique c25400).
- 1988: In Liebe (CD White 259 312-225).
- 1988: Torero Remix (Maxi CD White 780).
- 1973: Radio Dancing (Maxi CD extended version White 11902).
- 1989: Ich Denk An Dich (CD Ariola 26344).
- 1989: Christmas Wishes From Engelbert (45 Boholen).
- 1989: Angel Love (Maxi CD red roses for my lady extended version Ariola 112760).
- 1989: Quando, Quando (CD My love, Ariola express 295480).
- 1990: Heart Of Gold (Maxi CD White 261078).
- 1990: Zärtlichkeilen (CD BMG 261078-225).
- 1991: Even Angels Falls (Film TV VHS, UFA3996).
- 1991: As Long As I Can (Maxi CD, BMG 664705).
- 1991: Träumen Mit Engelbert Vol. 2 (CD Ariola 2619870).
- 1991: We Feel In Love (CD Coming home, Decca 828295-2).
- 1991: Coming Home (Maxi CD, White 664834).
- 1992: Hello Out There (CD Polydor 517232-2).
- 1992: Hello Out There (Maxi CD radio edit Polydor 863725-2).
- 1992: Portofino (Maxi CD remix, White 74321 12001-2).
- 1992: Power Of Love (Maxi CD remix, BMG 7432110196-2).
- 1993: Sherlock Holmes & The Leading Lady (tv series, VHS, Artisan Entertaiment).
- 1993: The Best Of Engelbert Humperdinck (VHS, ITC 2231).
- 1993: Yours (CD Polydor 314521142-2).
- 1993: Yours: Quiéreme mucho (CD Polydor 314521253-2).
- 1993: Live In Concert At The Greek Theatre (VHS, An Eagle Mountain, CTTV).
- 1994: The Last Waltz (Maxi CD extended version, I do it for you, Polydor 861477-2).
- 1994: Step Into My Life (CD Pair 1326).
- 1994: Live & Love (CD Pickwick 4186).
- 1994: Nostradamus 1999 (Maxi CD Plaza Records 079).
- 1994: Magic Night (CD Pair 1341).
- 1994: Love Unchained (CD PEI-1).
- 1995: You Are So Beautiful (CD Pair 1344).
- 1995: The Magic Of Christmas (CD Core 9462).
- 1995: Christmas Eve (CD Avalanche 22).
- 1996: King Of Romance (VHS, Rener world 2077).
- 1996: After Dark (CD Core 488779466).
- 1996: Lesbian Seagull (Maxi CD de la película Beavis and Butt-head do America, Geffen Records 425002-2) .
- 1997: Live At The Royal Albert Hall (CD Classic World 3302).
- 1997: Tales Of The Little Princes: friends are forever (DVD, da voz a personaje animado, Intesa Corporation Australia).
- 1998: A Little In Love (CD Transistor Music ccbk7460).
- 1998: Quando, Quando (Maxi CD remixes ulc-15).
- 1998: The Dance Album (CD Priority 51094).
- 1998: The Dance Album (CD Japan, full megamix Rock Records rccy1061).
- 1998: Release Me/Gotta Get Release (Maxi CD Priority 54029).
- 1998: Medley Crooners (CD Engelbert, Eurotrend 156.332).
- 1999: Quando, Quando (Maxi CD remixes, Priority 54033).
- 1999: The Last Yellow (VHS, FILMAX soundtrack).
- 2000: How To Win Your Love (CD UMTV541980-2).
- 2000: How To Win Your Love (Maxi CD radio edit, Universal 882268-2).
- 2000: At It Very Best (CD UMTV 844974-2).
- 2000: Live At The London Palladium (DVD Hipo 440060940-9).
- 2000: Release Me/Gotta Get Release (Maxi CD Paul Grace vocal mix, Arcade 5300).
- 2001: I Want To Wake Up With You (CD UMTV 014946-2).
- 2001: It's All In The Game (CD Hipo 440013307-2).
- 2001: Viva Las Vegas (CD Box Set UMTV 585645-2).
- 2003: Definition Of Love (CD Hipo 440066113).
- 2003: Music History MTV (CD Halalup Records hal774).
- 2003: Engelbert Live In Los Angeles (DVD y CD, Eagle Records 20020-2).
- 2003: Always Hear The Armony: the gospel sessions (CD Art Green ag2023).
- 2003: Her Very Best, Dusty Springfield (DVD Alpha Centaury 11571).
- 2004: Release Me (Maxi CD tv comercial, Universal 9819567).
- 2004: Love Songs & Ballads (CD Yours especial version, BMG).
- 2005: Let There Be Love (CD Decca 4756606).
- 2005: Sus Grandes Éxitos (CD Primavera Records).
- 2005: Glory Years (DVD film tv, Hollywood Entertaiment dh9115).
- 2006: Totally Amazing (DVD y CD Image Entertaiment id3583ej).
- 2006: Little Boxes (DVD-BLU RAI soundtrack Weeds, tv series).
- 2007: Greatest Hits & More (CD umtv9847095).
- 2007: Greatest Performances 1967-1977 (DVD, Universal 0602498009).
- 2007: Toopers In Concert 2007 (DVD y CD EMI50999).
- 2007: The Winding Road (CD EMI5099950172429).
- 2008: Fly Me Too The Moon (DVD soundtrack, Summit 66106820).
- 2008: La Paloma (Indigo 0328).
- 2008: And Love (MP3, Silver Eagle).
- 2008: Z Guitars Nostradamus (Maxi CD remix, Plaza Records 037).
- 2009: A Taste Of Country (CD EH productions 70510532223).
- 2009: Legacy Of Love (CD EH Productions 71812239669 6).
- 2009: Endlessly (Maxi CD EH productions).
- 2009: Engelbert (DVD EHproductions 01).
- 2010: Tell Me Where It Hurts (MP3).
- 2010: Released (EH Productions).
- 2010: Ever'n Ever. (Duet with Trinity) (H Productions Australia, no disponible).
- 2012: Love Will Set You Free (Maxi CD ConeHead. UK 060250).
- 2014: Calling (ConeHead Cone44. UK).
- 2014: Engelbert Calling (USA OKI Good Records OK 90131-2).
- 2015: Runaway Country (EH Productions USA).